# Coquille (Oregon)

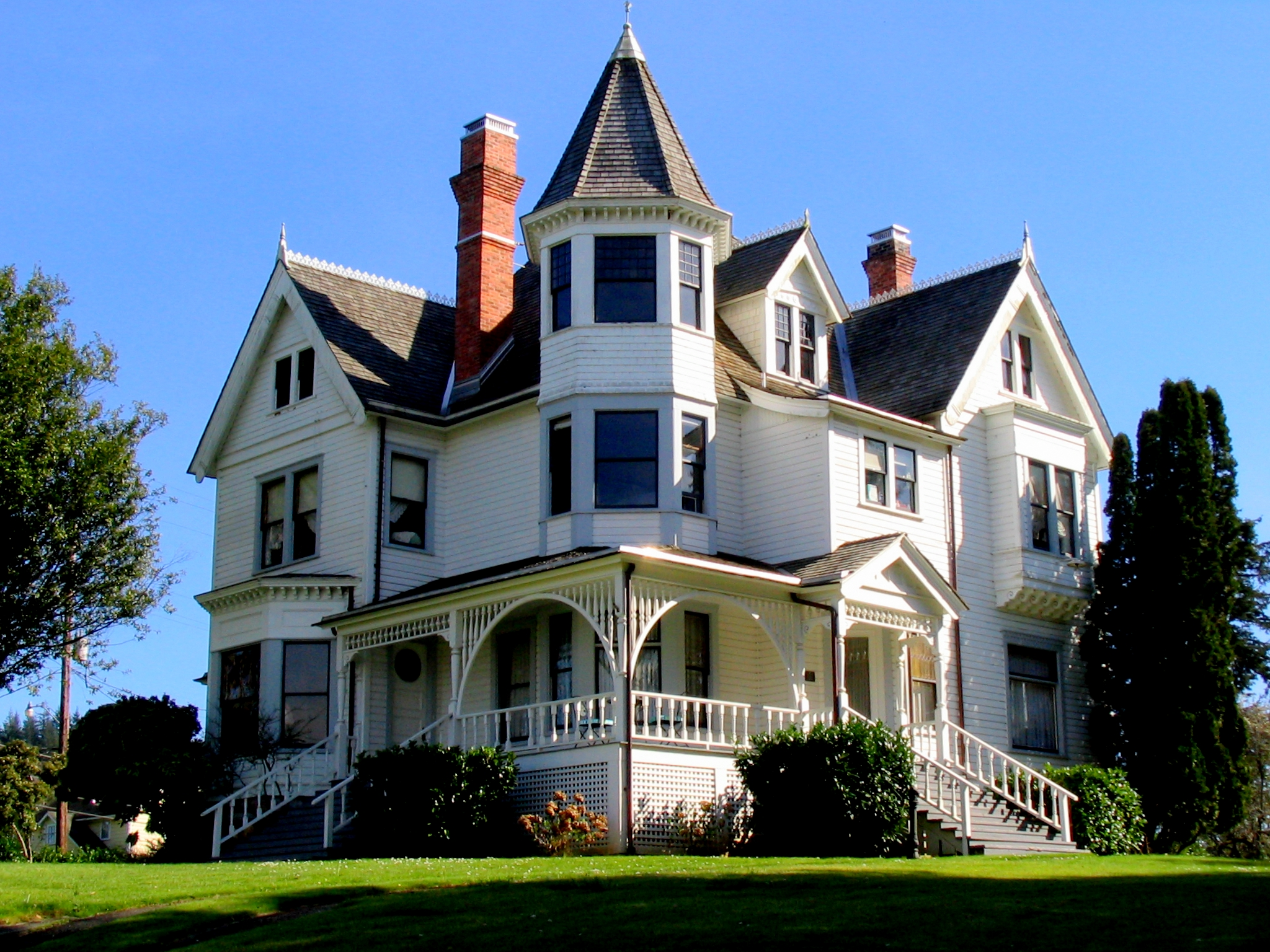
L'historique A.J. Sherwood House (construite en 1901) à Coquille, Oregon

Pour les articles homonymes, voir Coquille.
Pour le fleuve du même État, voir Coquille (fleuve).
La ville de Coquille (en anglais [koʊˈkiːl]) est le siège du comté de Coos, situé dans l’État de l’Oregon, aux États-Unis. Sa population s’élevait à 3 866 habitants lors du recensement de 2010, estimée à 3 903 habitants en 2017.

## Source
- (en) Cet article est partiellement ou en totalité issu de l’article de Wikipédia en anglais intitulé « Coquille, Oregon » (voir la liste des auteurs).